# Horst Berger
Horst Berger (* 29. Mai 1934 in Nudersdorf; † 13. November 2024 in Berlin-Buch) war ein deutscher Soziologe. Seine Forschungsschwerpunkte waren die Methodologie der soziologischen Forschung und Sozialindikatorenforschung.

## Leben
Berger entstammte einer Arbeiterfamilie und erlernte von 1949 bis 1952 den Beruf eines Stahlbauschlossers; anschließend absolvierte er von 1952 bis 1955 die Arbeiter- und Bauernfakultät der Technischen Hochschule Dresden, wo er 1955 das Abitur ablegte. Berger studierte von 1955 bis 1959 Wirtschaftswissenschaften und Soziologie an der Humboldt-Universität zu Berlin. Das Thema seiner Diplomarbeit lautet Die jüngere Historische Schule (Kathedersozialisten) an der Berliner Universität von 1870–1880. Nach einer wissenschaftlichen Aspirantur bei Kurt Braunreuther promovierte er 1964 mit der Dissertation Zur Methodik industriesoziologischer Forschung. An der Wirtschaftswissenschaftlichen Fakultät der Humboldt-Universität zu Berlin war Berger maßgeblich an der Einführung eines industriesoziologischen Zusatzstudiums und später eines soziologischen Nebenfachstudiums beteiligt. 1968 habilitierte Berger mit der Arbeit Zur soziologischen Analyse von Leitern in der sozialistischen Industrie und wurde 1969 zum Hochschuldozenten ernannt. 1975 erfolgte seine Berufung zum ordentlichen Professor für das Fach Soziologie. 1977 wechselte Berger zur Akademie der Wissenschaften der DDR und baute am 1978 gegründeten Institut für Soziologie und Sozialpolitik (ISS) zunächst den Bereich Methodologie und Methodik soziologischer Forschung und später das Soziologisch-Methodische Zentrum (SMZ) auf. 1988 wurde Berger zum Stellvertretenden Direktor des ISS ernannt.
Nach Auflösung der Akademie der Wissenschaften der DDR und der damit verbundenen Abwicklung des ISS wurde die Forschungsgruppe Sozialindikatoren/Sozialstatistik, deren Leiter Berger war, vom Wissenschaftsrat positiv evaluiert und dem Wissenschaftszentrum Berlin für Sozialforschung (WZB) angegliedert und in die Abteilung „Sozialstruktur und Sozialberichterstattung“ integriert. In den Folgejahren bearbeitete die Gruppe um Berger ein DFG-Projekt „Soziale Lage privater Haushalte im gesellschaftlichen Umbruch Ostdeutschlands“. Auf Basis von Daten des Sozioökonomischen Panels (SOEP) wurde eine vergleichende Längsschnittanalyse der sozialen Lage ost- und westdeutscher Haushalte seit 1990 durchgeführt. Der Forschungsbericht erschien in überarbeiteter Fassung als Buch.
1999 beendete Berger seine Tätigkeit am WZB und ging in den Ruhestand.
Berger heiratete 1968 die promovierte Veterinärmedizinerin Lore Serafinowski. Aus der Ehe gingen zwei Kinder, Karen und Falk, hervor.

## Mitgliedschaften
Berger war Mitglied des Wissenschaftlichen Rates für die soziologische Forschung in der DDR und Leiter des Problemrates Methodologie und Methodik soziologischer Forschung, Mitglied der UNESCO-Kommission der AdW, Mitglied der Mulilateralen Problemkommission der ADW sozialistischer Länder, Mitglied des Researchkomitees Methodologie und Logik soziologischer Forschung der ISA und von 1992 bis 1999 Mitglied der Deutschen Gesellschaft für Soziologie.

## Publikationen
- Methoden industriesoziologischer Untersuchungen. Staatsverlag der DDR, Berlin 1965, DNB 450374211.
- mit Horst Jetzschmann: Der soziologische Forschungsprozeß. Dietz, Berlin 1973, DNB 740006010.
- mit Eckhard Priller (Hrsg.): Indikatoren in der soziologischen Forschung. Akademie, Berlin 1982, DNB 820955124.
- mit Thomas Hanf, Wilhelm Hinrichs, Eckhard Priller und D. Rentsch: System sozialer Indikatoren der sozialistischen Lebensweise. Akademie der Wissenschaften der DDR, Berlin 1984, OCLC 833073506.
- mit Herbert F. Wolf, Arndt Ullmann (Hrsg.): Handbuch der soziologischen Forschung. Akademie, Berlin 1989, ISBN 3-05-000606-4.
- mit Wilhelm Hinrichs, Eckhard Priller, Annet Schultz: Privathaushalte im Vereinigungsprozeß. Ihre soziale Lage in Ost- und Westdeutschland. Campus, Frankfurt/New York 1999, ISBN 3-593-36215-5.